# Simon is terug
Strike is het veertiende stripalbum uit de stripreeks Jeremiah. Het album is geschreven en getekend door Hermann Huppen. Van dit album verschenen tot nu toe een druk, bij uitgeverij Dupuis in de collectie Spotlight, in 1989. Het veertiende deel is de eerste uit de serie dat door uitgever Dupuis werd uitgebracht in haar Spotlight-reeks.De harde kaft uitvoering heeft als extra een kleine poster waarop een plaatje uit het verhaal is afgebeeld.

## Inhoud
Sebastian Sikorsky is immens rijk geworden dankzij de drugshandel. Op zijn schitterend mooie landgoed, aan de voet van een enorme waterval, regeert hij over alles en nog wat. Zijn broer Simon is een seksueel gestoorde misdadiger, schuldig aan de moord op twee kinderen. Met de hulp van een psychiater en dure advocaten is hij vrijgekomen en leeft nu geïsoleerd op het landgoed van zijn broer.
Kurdy en Jeremiah besluiten het landgoed te onderzoeken na een slechte grap van de handlangers van Sikorsky, die Esra, de muilezel van Kurdy hebben beschilderd.

## Analyse
Wat opvalt in dit deel uit de serie, is dat tekenaar Hermann meerdere elementen uit de huidige Noord-Amerikaanse samenleving gebruikt in zijn verhaal. Bleef het in de vorige deel vaak beperkt tot een overblijfsel of restanten uit de oude samenleving. In dit deel komt de georganiseerde drugsmaffia aan bod die gebruik maken van verborgen plantages en geheime laboratoria.